# Brigitte Defalque
Brigitte Defalque (Lasne, 3 maart 1957) is een voormalig Belgisch lid van het Waals Parlement.

## Levensloop
Beroepshalve bediende bij de gemeentelijke administratie van Lasne en administratief bediende bij de provincie Waals-Brabant, werd Brigitte Defalque actief in verschillende lokale verenigingen. Ze stelde zich voor de liberale PRL kandidaat bij de gemeenteraadsverkiezingen van oktober 1994. Ze behaalde meteen de tweede hoogste persoonlijke score in haar gemeente en werd begin 1995 benoemd tot schepen bevoegd voor cultuur, externe betrekkingen, sociaal werk en jeugd.
Bij de gemeenteraadsverkiezingen van 2000 werd de PRL de grootste partij in de gemeenteraad van Lasne en Defalque werd burgemeester, wat ze bleef tot in 2012. Bij de gemeenteraadsverkiezingen van dat jaar haalde eerste schepen Laurence Rotthier meer stemmen dan Brigitte Defalque, waardoor Rotthier de nieuwe burgemeester werd. Sinds februari 2013 is Defalque OCMW-voorzitter van de gemeente.
Tevens was ze van 2004 tot 2009 voor de Mouvement Réformateur, de opvolger van de PRL, lid van het Waals Parlement en van het Parlement van de Franse Gemeenschap. Bij de verkiezingen van 2009 werd Defalque niet herkozen.